# 埼玉県立新座柳瀬高等学校
埼玉県立新座柳瀬高等学校（さいたまけんりつ-にいざやなせこうとうがっこう）は、埼玉県新座市大和田四丁目に所在する公立の高等学校。

## 設置学科
- 単位制 普通科

## 沿革
- 2004年 (平成16年) 6月7日 - 埼玉県立高等学校中期再編整備計画（第Ⅰ期）に基づき開設される新座新校対象校である事が発表される。
- 2007年 (平成19年) 7月6日 - 「埼玉県学校設置条例の一部を改正する条例」により、「埼玉県立新座柳瀬高等学校」と校名が議決される。
- 2008年 (平成20年) 3月31日 - 新座北高等学校と所沢東高等学校が廃校になる。
- 2008年 (平成20年) 4月1日 - 新座北高等学校と所沢東高等学校が統合され、全日制普通科単位制男女共学の埼玉県立新座柳瀬高等学校として開校。設置場所は旧新座北高等学校の校地となる。

## クラブ
運動部
- 硬式野球部
- サッカー部
- 卓球部
- 柔道部
- ソフトボール部
- テニス部（男・女）
- 剣道部
- バレーボール部（男・女）
- バスケットボール部（男・女）
- 陸上部
- 舞踊部

文化部
- 書道部
- 華道部
- アニメマンガ研究部
- 写真部
- ボランティア部
- 演劇部
- 放送部
- 手芸同好会
- 茶道部
- マイコン技術部
- 陶芸部
- 吹奏楽部
- 科学同好会

## 著名な卒業生
- 平野又三 - サッカー選手（FC岐阜）
- 寺山翼 - サッカー選手
- 黒田勘太 - 総合格闘家

## 交通
- 東武東上線志木駅南口から西武バスの志32：跡見女子大学行きに乗車、新座柳瀬高校入口バス停下車。徒歩3分 ※ただし平日2往復のみ
- 志木駅南口から東武バスウエストの志26・朝04：新座車庫行きに乗車、新座車庫バス停で下車。徒歩4分、または西武バス、東武バスウエスト（共同運行）の志31：新座団地行きに乗車、団地南バス停下車。徒歩4分
- JR武蔵野線北朝霞駅から東武東上線朝霞台駅バス停より東武バスウエストの朝04：新座車庫行きに乗車、新座車庫バス停で下車。徒歩4分
- JR武蔵野線新座駅北口から徒歩もしくは自転車。徒歩20分・自転車7分
- 東武東上線柳瀬川駅から柳瀬川沿いに上流に向かって徒歩で向かう場合、柳瀬川ふれあい橋が近い。徒歩22分・自転車7分